# Sadamu Komachi
Sadamu Komachi (小町 定?, Komachi Sadamu; prefettura di Ishikawa, 18 aprile 1920 – 15 luglio 2012) è stato un aviatore e militare giapponese, che fu un famoso asso dell'aviazione da caccia del Dai-Nippon Teikoku Kaigun Kōkū Hombu, il servizio aeronautico della Marina imperiale giapponese durante la seconda guerra mondiale, accreditato dell'abbattimento di 18 velivoli. Durante il conflitto ha volato per 2.500 ore, ingaggiato 180 combattimenti, effettuato due atterraggi d'emergenza, e un lancio con il paracadute.

## Biografia

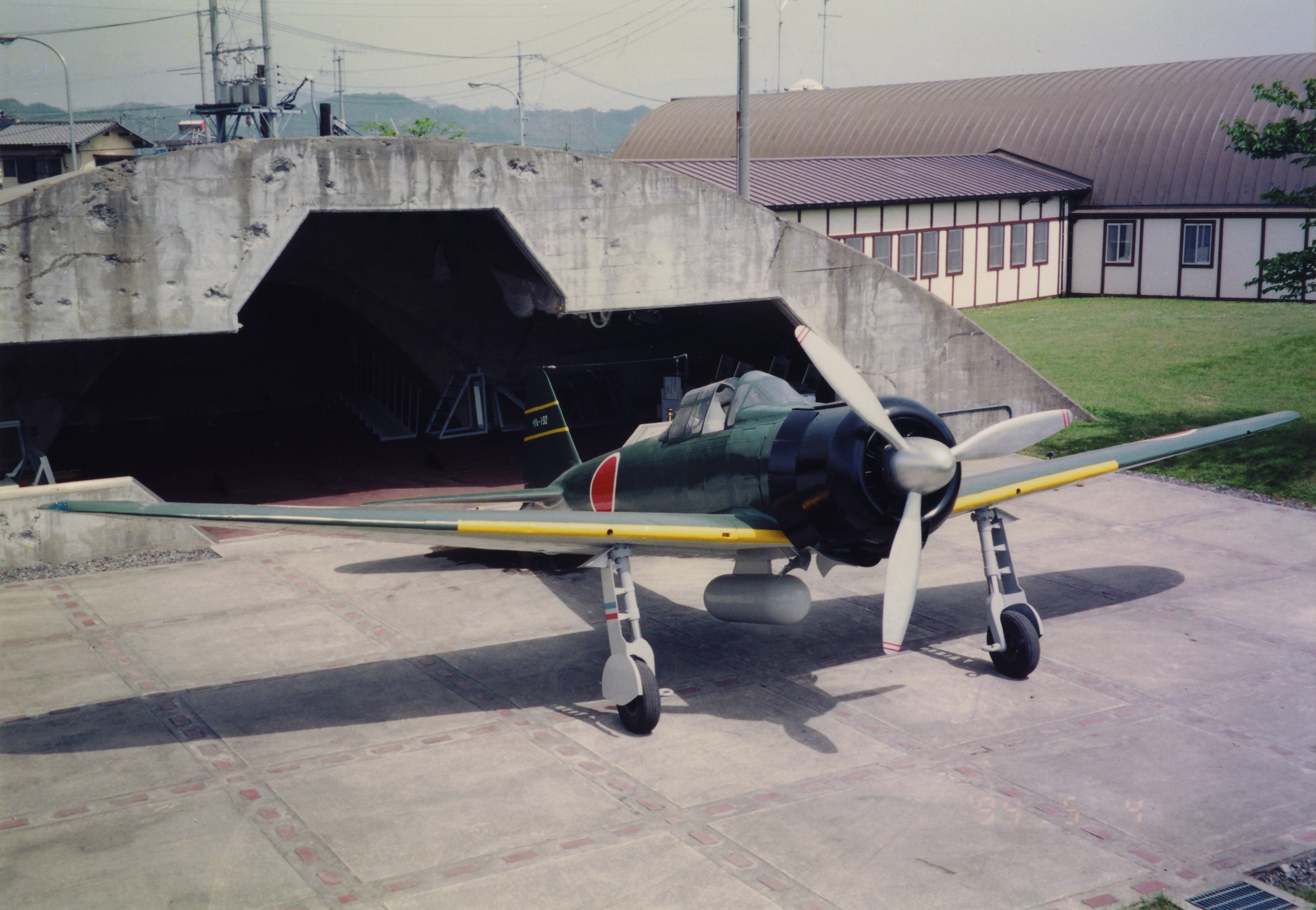
Un caccia Mitsubishi A6M Zero davanti a un hangar

Nacque il 18 aprile 1920 nella prefettura di Ishikawa, terzo figlio di una famiglia che esercitava sia l'attività contadina che quella commerciale. Nel 1938 si arruolò nella Marina imperiale giapponese, assegnato alla fanteria di marina completando successivamente l'addestramento presso la base navale di Kure. Al termine del programma di addestramento entrò a far parte dell'equipaggio della nave da battaglia Fuso. Appassionatosi al mondo dell'aviazione chiese, ed ottenne, di entrare nel programma di addestramento per piloti imbarcati su portaerei brevettandosi nella 49ª classe nel giugno 1940. Dopo il brevetto di pilota militare fu assegnato a uno squadriglia da caccia di stanza a Ōmura, nella prefettura di Nagasaki sull'isola di Kyūshū. Andò in volo per la prima volta su un caccia Mitsubishi A6M Zero nell'autunno dello stesso anno. Nel corso del mese di ottobre fu assegnato in servizio sulla portaerei Akagi per conseguire la specializzazione nella caccia imbarcata. Nel maggio 1941 fu assegnato a un reparto da caccia di caccia imbarcato sull portaerei Shokaku, di nuova costruzione, prendendo parte nell'autonno dello stesso anno alle esercitazioni navali tenutesi intorno a Kyūshū in vista dell'entrata in guerra dell'Impero giapponese.
Il 7 dicembre partecipò all'attacco di Pearl Harbor, ma non entrò in azione in quanto gli fu assegnato il compito di pattugliare il cielo sopra la formazione delle portaerei dell'ammiraglio Chūichi Nagumo, al fine di impedire eventuali contrattacchi aerei lanciati dalle Hawaii o dalle portaerei americane. Durante l'Incursione giapponese nell'Oceano Indiano fu nuovamente assegnato ai compiti di copertura aerea della navi giapponesi. Mentre eseguiva tale compito entrò per la prima volta in combattimento attaccando un caccia britannico Hawker Hurricane della Royal Air Force. Riuscì a colpire l'avversario, che si allontanò emettendo fumo, ma non fu grado di confermare l'abbattimento, che quindi non gli venne ufficialmente accreditato.
Nel maggio 1942, con il grado di sottufficiale di terza classe, e comandante dello Shōtai 3, partecipò all'operazione Mo che sfociò nella battaglia del Mar dei Coralli. Mentre faceva parte della formazione che stava proteggendo le portaerei giapponesi, entrò in combattimento contro aerei americani, e gli furono riconosciute due vittorie individuali, un bombardiere in picchiata Douglas SBD Dauntless e un caccia Grumman F4F Wildcat, e un altro F-4F condiviso. Poiché il ponte di volo della Shokaku era stato danneggiato durante la battaglia, fu costretto ad atterrare sulla Zuikaku. Dopo la battaglia la Shokaku fu inviata in Giappone per le riparazioni, e quindi la 5ª Divisione portaerei non partecipò alla successiva battaglia delle Midway. Alla fine del mese di agosto la marina giapponese inviò le portaerei nelle isole Salomone, in risposta allo sbarco dei marines statunitensi a Guadalcanal, avvenuto proprio all'inizio di quel mese. L'United States Navy cercò di anticipare la controffensiva giapponese inviando le proprie portaerei nell'area. Durante la battaglia delle Salomone Orientali ebbe il compito di scortare la forza d'attacco che doveva colpire le portaerei nemiche. Mentre era impegnato in un lungo scontro a fuoco sul cielo della flotta americana, danneggiò un paio di F4F Wildcat, senza avere il tempo di confermare i loro abbattimento. Ad un certo punto contrastò un attacco a sorpresa di un F4F Wildcat ai comandi del tenente Albert Vorse facendo cadere in una vite intenzionale il suo Zero, riprendendo il controllo dell'aereo a bassa quota.  Sopravvissuto allo scontro, proseguì fino al punto di incontro dove i bombardieri in picchiata e gli aerosiluranti avrebbero aspettato i caccia di scorta per riportarli alle portaerei giapponesi. Quando arrivò al punto di incontro, tuttavia, la forza d'attacco era già partita, e nel tardo pomeriggio fu costretto a navigare da solo verso le portaerei. Mentre si stava facendo buio, non riuscì a trovare le navi e fu costretto ad effettuare un ammaraggio di emergenza, venendo in seguito raccolto da uno dei cacciatorpediniere di scorta.
Alla fine del mese di ottobre la flotta giapponese fu nuovamente inviata alle Isole Salomone per sostenere l'attacco terrestre lanciato dell'esercito imperiale giapponese contro il campo d'aviazione di Aeroporto InternazionelHenderson Field, a Guadalcanal. L'US Navy rispose inviando la propria flotta nell'area, e nella successiva Battaglia delle isole Santa Cruz,  fu nuovamente in azione contro gli aerei statunitensi durante il pattugliamento sulle navi.  La forza d'attacco giapponese alla fine affondò la portaerei Hornet e danneggiò gravemente la Enterprise. Lui e gli altri piloti schierati a protezione della navi giapponesi attaccarono il gruppo aereo americano guidato dal tenente comandante Gus Widhelm che si stava avvicinando alle portaerei. Riuscirono ad abbattere, o a danneggiare, diversi bombardieri in picchiata SBD Dauntless (incluso quello di Widhelm), ma gli altri passarono tra i velivoli giapponesi lanciandosi all'attacco dello Shōkaku, causandole gravi danni.
Nell'autunno del 1942 ritornò alla base aerea di Ōmura per prestare servizio come istruttore per specializzazione dei nuovi piloti di caccia. Lì sposò Katsumi Furuta, una signorina che aveva incontrato durante l'addestramento come fante da sbarco. Nell'agosto 1943 fu trasferito alla base aerea di Rabaul nel sud Pacifico, dove per diversi mesi fu pesantemente impegnato in azione. Inizialmente fu assegnato al Kokutai 204, venendo trasferito nel dicembre di quell'anno al Kokutai 253 di stanza sul campo d'aviazione di Tobera. Qui divenne uno specialista nella tattica del Ta-Dan che prevedeva di utilizzare il lancio di bombe al fine di abbattere i bombardieri quadrimotori Consolidated B-24 Liberator americani. Nella notte del 18 e 19 febbraio cinque cacciatorpediniere nemici, gli USS Farenholt, Buchanan, Landsdowne, Lardner e Woodworth, eseguirono un bombardamento utilizzando i propri pezzi d'artiglieria contro il campo d'aviazione di Rabaul, e lanciando anche 15 siluri contro i moli della baia di Keravia. Messosi ai comandi del suo Zero armato con due bombe da 60 kg andò in volo, e una volta avvistata la formazione nemica iniziò a sparare con le armi di bordo contro le navi, subito contrastato dalla contraerea, lanciando poi le bombe, e una volta esaurite le munizioni ritornò alla base.
Il giorno successivo fu trasferito con il suo reparto a Truk, ricevendo un encomio solenne da parte della marina imperiale per l'utilizzo della tattica del Ta-Dan, cosa considerata rarissima in quanto la marina non voleva privilegiare i singoli individui rispetto ai reparti. da cui partì il 19 giugno successivo per raggiungere, sotto il comando di Harutoshi Okamoto, il campo d'aviazione di Orote, a Guam, al fine di partecipare alla battaglia del Mare delle Filippine. Mentre stava per toccare terra il suo caccia fu attaccato da un Grumman F6F Hellcat ai comandi dell'asso Wendell Twelves, ed egli dovette effettuare un atterraggio di emergenza sulla costa e in seguito venne evacuato in Giappone a causa delle gravi ustioni riportate. Rimasto in Giappone, fu assegnato al Gruppo aereo di Yokosuka come istruttore e li prese parte agli ultimi combattimenti aerei della seconda guerra mondiale. Il 17 agosto 1945 decollò insieme a Saburō Sakai, Ryoji Ohara e altri piloti per intercettare ed attaccare quattro bombardieri pesanti Consolidated B-32 Dominator impegnati una missione di ricognizione fotografica su Tokyo. Tre bombardieri subirono danni a causa del fuoco contraereo e dell'intercettazione da parte dei caccia avversari, di cui uno dichiarato irreparabile una volta atterrato alla propria base. Il giorno dopo, 18 agosto, andò nuovamente in volo per intercettare due B-32 in missione di ricognizione su Tokyo, causando la morte di un membro dell'equipaggio, il sergente Anthony J. Marchione, ma entrambi gli aerei tornarono all'aeroporto di Yontan, a Okinawa.
Dopo l'occupazione del territorio giapponese da parte degli Alleati, a causa di questi attacchi e nel timore di essere considerato un criminale di guerra, si tenne nascosto fino a che le truppe di occupazione non abbandonarono il Giappone. In seguito lavorò nel settore delle costruzioni, divenendo anche presidente della società.
Nel 1992 partecipò a un simposio presso la Naval Air Station di Pensacola, in Florida, sulla battaglia del Mar dei Coralli, come relatore ospite. Si spense per cause naturali il 15 luglio 2012, all'età di 92 anni.

### Fonti
1. 1 2 3 4 5 6 7 8 9 10 11  Sakaida 1999, p. 19.
2. 1 2 3 4 5 6 7 8 9 10 11 12 13 14 15 16  Ciel de Gloire.
3. ↑  Lundstrom 2013, p. 234.
4. ↑  Lundstrom 2013, p. 237.
5. 1 2 3  Sakaida 1999, p. 20.
6. 1 2  Mattioli 2016, p. 11.
7. 1 2  Mattioli 2016, p. 12.
8. ↑  Mattioli 2016, p. 13.
9. 1 2  Awartobewo.
10. ↑  Tillman 2012, p. 276.